# Lányi Dezső
Lányi Dezső, született Leimdörfer Ignác (Bán, 1879. január 23. – Hollywood, 1951. május 4.) magyar szobrász. Naturalisztikus zsáneralakokat, portrékat, emlékműveket készített.

## Életpályája

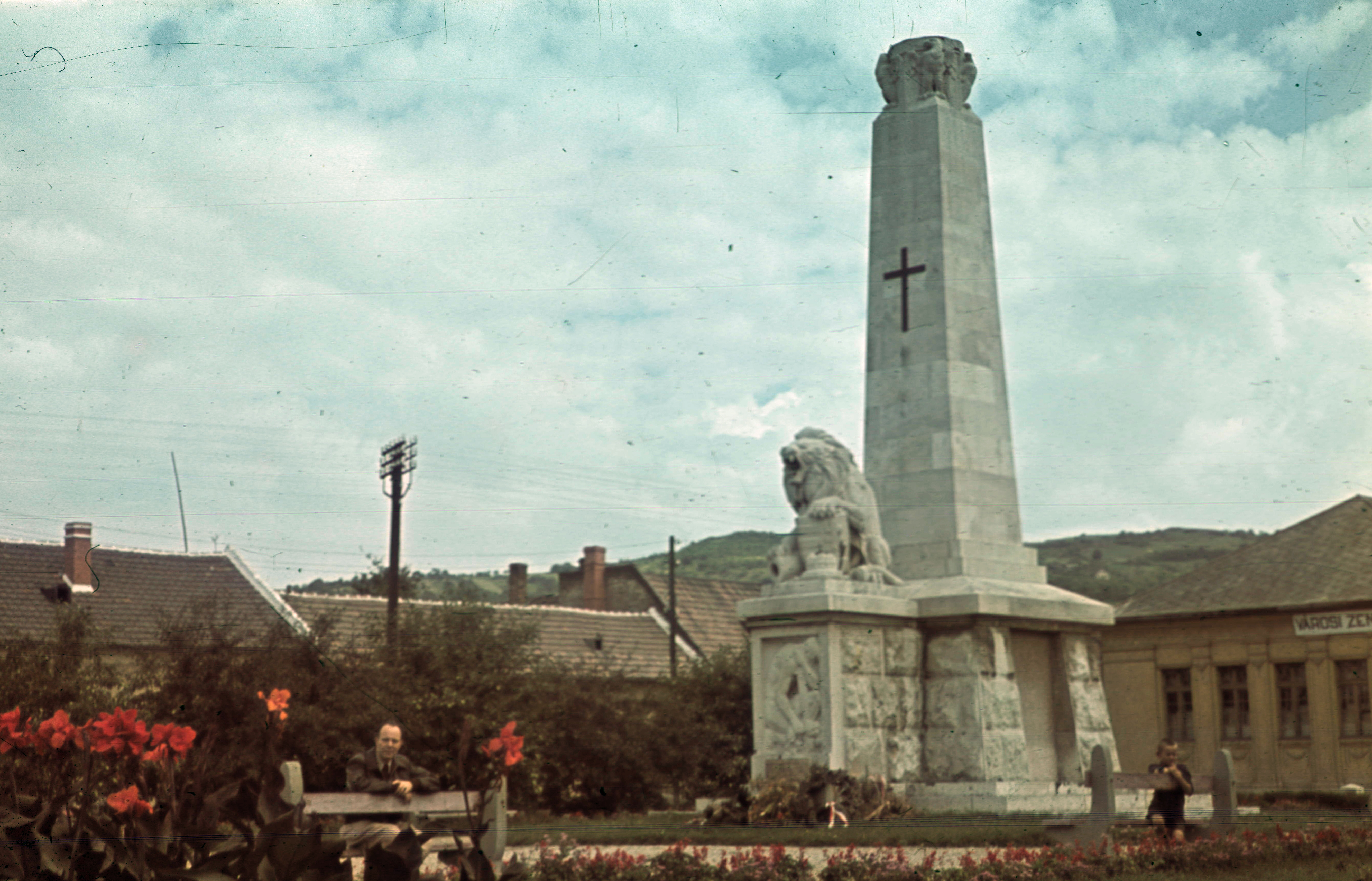
Az 1927-ben felavatott I. világháborús emlékmű Esztergomban, a Hősök terén

Leimdörfer Jakab és Ehrenfeld Hermin gyermekeként született izraelita családban. Budapesten (az Iparművészeti Iskolában) és Bécsben tanult. Több külföldi utazást tett: járt Rómában, Párizsban és Brüsszelben. Műveit 1904-től a Műcsarnokban állította ki. 1918-ban gyűjteményes kiállítása volt az Ernst Múzeumban. Sikeres szoborkarikatúrákat alkotott. Elsősorban portrészobrokat és életképcsoportokat készített (Újházi Ede; Hegedüs Gyula; Munka után hazafelé; Anya és gyermeke). 1934-ben műteremkiállítást rendezett. Lányi Dezső készítette a budapesti Építőmunkás című szobrot és az esztergomi első világháborús emlékművet, amit 1927. június 27-én Horthy Miklós jelenlétében avattak fel. 1937-től az Amerikai Egyesült Államokban élt 1951-ben bekövetkezett haláláig.
Házastársa Herz József Simon és Fischer Sarolta lánya, Anna volt, akivel 1906. március 29-én kötött házasságot Budapesten, a Terézvárosban.